# Brodowski
Brodowski é um município brasileiro localizado na região nordeste do estado de São Paulo, fazendo parte da Região Metropolitana de Ribeirão Preto. Sua população estimada pelo IBGE em 2024 era de 26.167 habitantes.

## História
O surgimento da cidade de Brodowski está ligada aos projetos de expansão da Cia. Mogiana de Estradas de Ferro, no final do século XIX. Em 1873 foi iniciada a construção da ferrovia Campinas a Mogi-Mirim, com ramal até a cidade de Amparo, e, mais tarde, até às margens do Rio Grande, passando por Casa Branca e Franca.
Os trilhos cortaram as terras da Fazenda Belo Monte, entre Jardinópolis e Batatais, após a inauguração da estação de Batatais em 3 de outubro de 1886 com a presença do imperador D. Pedro II e sua esposa a imperatriz Teresa Cristina. O dono da fazenda, coronel Lúcio Eneas de Melo Fagundes, propôs à companhia a doação de área em suas terras para a construção de uma estação, ação apoiada pelos vizinhos do coronel, a Cia. Mogiana recebeu com simpatia a ideia. O inspetor-geral da Cia. Mogiana na época, o engenheiro polonês Alexandre Brodowski foi o responsável pelo encaminhamento do pedido e pela construção da estação e em 5 de setembro de 1894 era inaugurada a estação com armazém e pátio de manobras que recebeu seu nome em homenagem.
No local da estação começou a crescer um povoado, que viria a ser o município de Brodowski. A emancipação da localidade, elevada à categoria de município, se deu através da Lei n.º 1381 em 22 de agosto de 1913. Na oportunidade, era presidente do Estado Francisco de Paula Rodrigues Alves e o secretário do Interior, Altino Arantes.
Na cidade também é conhecida por nela estar localizado o seminário Maria Imaculada que veio para a cidade na década de 60 pelas mãos de Dom Luís do Amaral Mousinho arcebisbo de Ribeirão Preto. A cidade é também conhecida como Terra de Portinari por ser o local de nascimento do famoso pintor Candido Portinari.

## Geografia
Está localizado na latitude 21° Sul, e na longitude 47°39'33" oeste, a uma altitude de 850 metros, estando a 27 km de Ribeirão Preto. Possui área de 278,4 km², topografia constituída de terrenos altos e planos, clima tropical de altitude com inverno seco e verão quente.

## Demografia
Dados do Censo - 2000
População Total: 25.277 (Contagem 2020 IBGE )
População rural: 1854 hab.
Densidade demográfica: 75,80 hab./km²
Mortalidade infantil até 1 ano (por mil): 9,09
Expectativa de vida (anos): 73,56
Taxa de fecundidade (filhos por mulher): 2,25
Taxa de Alfabetização: 93,1%
Índice de Desenvolvimento Humano (IDH-M): 0,805 
IDH-M Renda: 0,734
IDH-M Longevidade: 0,809
IDH-M Educação: 0,872
(Fonte: IPEA DATA)

### Etnias
| raça   | Porcentagem |
| ------ | ----------- |
| Branca | 78,3%       |
| Negra  | 8,2%        |
| Parda  | 12,6%       |

(Fonte: Censo 2000)

## Economia
A economia de Brodowski é focada nos Serviços (R$ 299 milhões) e na Indústria (R$ 158 milhões), mesmo tendo muita área para cultivo agrícola.[carece de fontes?]
A partir de 2021, a cidade ganhará um empreendimento inédito, o THO 4.0 - Centro Empresarial e Industrial Thomazella, que terá 118 lotes de 1.000 m2 a 1.600 m2, energia renovável, drenagem de águas pluviais, prédios com iluminação em led, ruas amplas e pavimentadas para o tráfego de qualquer tipo de caminhão, rede de água potável com poço artesiano, rede coletora de esgoto com estação elevatória e emissário para tratamento municipal em Brodowski, infraestrutura diferenciada com boulevard comercial e coworking, praça de alimentação, lounges de convivência, centro médico, heliponto, prédio de recepção com cafeteria e salas de reuniões e de treinamento.

## Infraestrutura

### Comunicações
O sistema de telefones automáticos foi inaugurado na cidade pela Companhia de Telecomunicações do Brasil Central (CTBC), que também implantou o sistema de discagem direta à distância (DDD) em 1982 com o código de área (016).

## Pessoas ilustres
- Cândido Portinari - pintor brasileiro;
- Saulo Ramos - jurista, escritor brasileiro e ex-ministro da Justiça no governo Sarney (1985-1990).

## Religião
O Cristianismo se faz presente na cidade da seguinte forma:

### Igreja Católica
- A igreja faz parte da Arquidiocese de Ribeirão Preto.[9]

### Igrejas Evangélicas
Entre as igrejas protestantes históricas, pentecostais e neopentecostais, encontram-se na cidade:
- Assembleia de Deus Ministério do Belém.[12][13]
- Congregação Cristã no Brasil.[14]